# Europees kampioenschap handbal mannen 2002
Het 5de Europees kampioenschap handbal mannen vond plaats van 25 januari tot 3 februari 2002 in Zweden. Zestien landenteams namen deel aan de strijd om de Europese titel. Titelverdediger Zweden won de titel voor de derde keer op rij.

## Gekwalificeerde teams
| Zweden      | 1e EK 2000           | gastland             |
| Spanje      | 2e EK 2000           |                      |
| Rusland     | 3e EK 2000           |                      |
| Frankrijk   | 4e EK 2000           |                      |
| Slovenië    | 5e EK 2000           |                      |
| Kroatië     | EK-kwalificatie 2002 | EK-kwalificatie 2002 |
| Zwitserland | EK-kwalificatie 2002 | EK-kwalificatie 2002 |
| Joegoslavië | EK-kwalificatie 2002 | EK-kwalificatie 2002 |
| Denemarken  | EK-kwalificatie 2002 | EK-kwalificatie 2002 |
| Portugal    | EK-kwalificatie 2002 | EK-kwalificatie 2002 |
| IJsland     | EK-kwalificatie 2002 | EK-kwalificatie 2002 |
| Duitsland   | EK-kwalificatie 2002 | EK-kwalificatie 2002 |
| Polen       | EK-kwalificatie 2002 | EK-kwalificatie 2002 |
| Israël      | EK-kwalificatie 2002 | EK-kwalificatie 2002 |
| Tsjechië    | EK-kwalificatie 2002 | EK-kwalificatie 2002 |
| Oekraïne    | EK-kwalificatie 2002 | EK-kwalificatie 2002 |

## Eerste Groepsfase

### Groep A
De wedstrijden in deze groep vonden plaats in Göteborg.
| Land     | Wed | W | G | V | DV | DT | DS  | Ptn |
| -------- | --- | - | - | - | -- | -- | --- | --- |
| Zweden   | 3   | 3 | 0 | 0 | 86 | 63 | +23 | 6   |
| Tsjechië | 3   | 2 | 0 | 1 | 77 | 82 | –5  | 4   |
| Oekraïne | 3   | 1 | 0 | 2 | 78 | 80 | –2  | 2   |
| Polen    | 3   | 0 | 0 | 3 | 67 | 83 | –16 | 0   |

| 25 januari | Polen    | 24 – 25 | Tsjechië |
| 25 januari | Zweden   | 27 – 21 | Oekraïne |
| 26 januari | Tsjechië | 22 – 31 | Zweden   |
| 26 januari | Oekraïne | 30 – 23 | Polen    |
| 27 januari | Oekraïne | 27 – 30 | Tsjechië |
| 27 januari | Zweden   | 28 – 20 | Polen    |

### Groep B
De wedstrijden in deze groep vonden plaats in Helsingborg.
| Land       | Wed | W | G | V | DV | DT | DS  | Ptn |
| ---------- | --- | - | - | - | -- | -- | --- | --- |
| Denemarken | 3   | 2 | 1 | 0 | 81 | 71 | +10 | 5   |
| Rusland    | 3   | 2 | 1 | 0 | 80 | 70 | +10 | 5   |
| Portugal   | 3   | 1 | 0 | 2 | 65 | 70 | –5  | 2   |
| Israël     | 3   | 0 | 0 | 3 | 67 | 82 | –15 | 0   |

| 25 januari | Portugal   | 26 – 15 | Israël     |
| 25 januari | Rusland    | 25 – 25 | Denemarken |
| 26 januari | Israël     | 26 – 27 | Rusland    |
| 26 januari | Denemarken | 27 – 20 | Portugal   |
| 27 januari | Rusland    | 28 – 19 | Portugal   |
| 27 januari | Denemarken | 29 – 26 | Israël     |

### Groep C
De wedstrijden in deze groep vonden plaats in Skövde.
| Land        | Wed | W | G | V | DV | DT | DS  | Ptn |
| ----------- | --- | - | - | - | -- | -- | --- | --- |
| IJsland     | 3   | 2 | 1 | 0 | 88 | 71 | +17 | 5   |
| Spanje      | 3   | 2 | 1 | 0 | 73 | 66 | +7  | 5   |
| Slovenië    | 3   | 0 | 1 | 2 | 79 | 90 | –11 | 1   |
| Zwitserland | 3   | 0 | 1 | 2 | 78 | 91 | –13 | 1   |

| 25 januari | Slovenië    | 34 – 34 | Zwitserland |
| 25 januari | Spanje      | 24 – 24 | IJsland     |
| 26 januari | IJsland     | 31 – 25 | Slovenië    |
| 26 januari | Zwitserland | 22 – 24 | Spanje      |
| 27 januari | IJsland     | 33 – 22 | Zwitserland |
| 27 januari | Spanje      | 25 – 20 | Slovenië    |

### Groep D
De wedstrijden in deze groep vonden plaats in Jönköping.
| Land        | Wed | W | G | V | DV | DT | DS  | Ptn |
| ----------- | --- | - | - | - | -- | -- | --- | --- |
| Duitsland   | 3   | 2 | 1 | 0 | 68 | 57 | +11 | 5   |
| Frankrijk   | 3   | 2 | 1 | 0 | 66 | 62 | +4  | 5   |
| Joegoslavië | 3   | 1 | 0 | 2 | 75 | 71 | +4  | 2   |
| Kroatië     | 3   | 0 | 0 | 3 | 70 | 89 | –19 | 0   |

| 25 januari | Kroatië     | 22 – 34 | Joegoslavië |
| 25 januari | Frankrijk   | 15 – 15 | Duitsland   |
| 26 januari | Joegoslavië | 20 – 22 | Frankrijk   |
| 26 januari | Duitsland   | 26 – 21 | Kroatië     |
| 27 januari | Duitsland   | 27 – 21 | Joegoslavië |
| 27 januari | Frankrijk   | 29 – 27 | Kroatië     |

## Tweede Groepsfase
De onderlinge resultaten uit de eerste groepsfase telden mee in de tweede groepsfase

### Groep I
De wedstrijden in deze groep vonden plaats in Göteborg.
| Land       | Wed | W | G | V | DV  | DT  | DS  | Ptn |
| ---------- | --- | - | - | - | --- | --- | --- | --- |
| Denemarken | 5   | 4 | 1 | 0 | 131 | 113 | +18 | 9   |
| Zweden     | 5   | 4 | 0 | 1 | 141 | 118 | +23 | 8   |
| Rusland    | 5   | 3 | 1 | 1 | 139 | 118 | +21 | 7   |
| Tsjechië   | 5   | 2 | 0 | 3 | 126 | 145 | –19 | 4   |
| Portugal   | 5   | 1 | 0 | 4 | 116 | 134 | –18 | 2   |
| Oekraïne   | 5   | 0 | 0 | 5 | 112 | 137 | –25 | 0   |

| 29 januari | Oekraïne | 23 – 28 | Portugal   |
| 29 januari | Tsjechië | 25 – 31 | Denemarken |
| 29 januari | Zweden   | 30 – 26 | Rusland    |
| 30 januari | Tsjechië | 20 – 29 | Rusland    |
| 30 januari | Oekraïne | 17 – 21 | Denemarken |
| 30 januari | Zweden   | 27 – 22 | Portugal   |
| 31 januari | Tsjechië | 29 – 27 | Portugal   |
| 31 januari | Oekraïne | 24 – 31 | Rusland    |
| 31 januari | Zweden   | 26 – 27 | Denemarken |

### Groep II
De wedstrijden in deze groep vonden plaats in Västerås.
| Land        | Wed | W | G | V | DV  | DT  | DS  | Ptn |
| ----------- | --- | - | - | - | --- | --- | --- | --- |
| IJsland     | 5   | 3 | 2 | 0 | 144 | 125 | +19 | 8   |
| Duitsland   | 5   | 3 | 1 | 1 | 116 | 111 | +5  | 7   |
| Frankrijk   | 5   | 2 | 2 | 1 | 123 | 109 | +14 | 6   |
| Spanje      | 5   | 2 | 1 | 2 | 126 | 122 | +4  | 5   |
| Joegoslavië | 5   | 1 | 1 | 3 | 126 | 139 | –13 | 3   |
| Slovenië    | 5   | 0 | 1 | 4 | 118 | 147 | –29 | 1   |

| 29 januari | IJsland  | 26 – 26 | Frankrijk   |
| 29 januari | Slovenië | 24 – 24 | Joegoslavië |
| 29 januari | Spanje   | 18 – 19 | Duitsland   |
| 30 januari | IJsland  | 34 – 26 | Joegoslavië |
| 30 januari | Slovenië | 28 – 31 | Duitsland   |
| 30 januari | Spanje   | 27 – 24 | Frankrijk   |
| 31 januari | Spanje   | 32 – 35 | Joegoslavië |
| 31 januari | Slovenië | 21 – 36 | Frankrijk   |
| 31 januari | IJsland  | 29 – 24 | Duitsland   |

## Finaleronde
De wedstrijden van de finale ronden vonden plaats in Stockholm.

### Halve finales
| 2 februari | Zweden     | 33 – 32 | IJsland   |
| 2 februari | Denemarken | 23 – 28 | Duitsland |

### 11de/12de plaats
| 2 februari | Oekraïne | 34 – 29 | Slovenië |

### 9de/10de plaats
| 3 februari | Portugal | 31 – 25 | Joegoslavië |

### 7de/8ste plaats
| 2 februari | Tsjechië | 29 – 36 | Spanje |

### 5de/6de plaats
| 3 februari | Rusland | 31 – 28 | Frankrijk |

### Troostfinale
| 3 februari 2002 15:30 | Denemarken | 29 – 22 | IJsland | Globe, Stockholm Toeschouwers: 12.380 Scheidsrechters: Vakula, Liudovyk (UKR) |
| 3 februari 2002 15:30 | (13–11)    |         |         | Globe, Stockholm Toeschouwers: 12.380 Scheidsrechters: Vakula, Liudovyk (UKR) |
| 3 februari 2002 15:30 |            |         |         | Globe, Stockholm Toeschouwers: 12.380 Scheidsrechters: Vakula, Liudovyk (UKR) |

### Finale
| 3 februari 2002 18:00 | Duitsland                             | 31 – 33 (n.V.) | Zweden | Globe, Stockholm Toeschouwers: 14.300 Scheidsrechters: Nachevski, Nachevski (MKD) |
| 3 februari 2002 18:00 | (14–13)                               |                |        | Globe, Stockholm Toeschouwers: 14.300 Scheidsrechters: Nachevski, Nachevski (MKD) |
| 3 februari 2002 18:00 |                                       |                |        | Globe, Stockholm Toeschouwers: 14.300 Scheidsrechters: Nachevski, Nachevski (MKD) |
| 3 februari 2002 18:00 | Regulier: 26–26 Verlenging(en): 31–33 |                |        | Globe, Stockholm Toeschouwers: 14.300 Scheidsrechters: Nachevski, Nachevski (MKD) |

## Eindrangschikking
| Goud   | Zweden      |
| Zilver | Duitsland   |
| Brons  | Denemarken  |
| 4      | IJsland     |
| 5      | Rusland     |
| 6      | Frankrijk   |
| 7      | Spanje      |
| 8      | Tsjechië    |
| 9      | Portugal    |
| 10     | Joegoslavië |
| 11     | Oekraïne    |
| 12     | Slovenië    |
| 13     | Zwitserland |
| 14     | Israël      |
| 15     | Polen       |
| 16     | Kroatië     |

| 2002 Europees kampioen mannen · Zweden · 4e titel Selectie: Peter Gentzel, Tomas Svensson, Martin Boquist, Magnus Wislander, Tomas Sivertsson, Ola Lindgren, Martin Frandesjö, Johan Pettersson, Stefan Lövgren, Marcus Ahlm, Staffan Olsson, Magnus Andersson, Andreas Larsson en Ljubomir Vranjes. · Bondscoach: Bengt Johansson. |